# Исант
Исант — правитель кробизов во второй половине III века до н. э.
Об Исанте известно из Десятой книги «Истории» Филарха в передаче Афинея. Согласно этим античным источникам, Исант обладал красотой и несметными богатствами. По замечанию С. М. Крынина, Исант правил во второй половине III века до н. э.